# Michael Janík
Michael Janík (* 24. července 1945 Zábřeh) je český písničkář, textař, zpěvák a kytarista, známý hlavně z folkového dua Paleček & Janík, v němž zpíval a hrál s Miroslavem Palečkem.
Předtím, než získali dlouholeté angažmá v Divadle Semafor, se Janík účastnil mnoha pěveckých klání a soutěží, na jedné z nich se také s Palečkem seznámil. Duo Paleček & Janík se koncem 60. let stalo pevnou součástí Návštěvních dnů Šimka a Grossmanna a začalo vydávat singly, od 70. let i LP desky. Později měli pravidelné pořady například v pražské Balbínově poetické hospůdce na Vinohradech.
Přestože jim Semafor pomohl k popularitě a úspěchu, Janík na tuto etapu zpětně vzpomínal rozporuplně – podle něj jim zaměstnání v divadle omezovalo vlastní hudební rozvoj a aktivity.
Michael Janík psal texty i pro jiné interprety, je autorem např. české verze hitu Pavla Bobka „Drž se zpátky, chlapče můj“ nebo hitu „Tátovo boogie“ na druhé straně téže desky Zkus se životu dál smát.
Roku 2011 duo Paleček & Janík oznámilo rozchod, Miroslav Paleček od té doby nahrává a vystupuje sólově nebo s Ivem Jahelkou, zatímco Janík muzikantské aktivity utlumil. 
Roku 2022 vydal knižní sbírku svých textů Poezie starého písničkáře.